# 29. červenec
29. červenec je 210. den roku podle gregoriánského kalendáře (211. v přestupném roce). Do konce roku zbývá 155 dní. Svátek slaví Marta.

## Události

### Česko
- 1817 – Bylo založeno Moravské zemské muzeum v Brně, druhé nejstarší muzeum v českých zemích.
- 1834 – Požár zničil velkou část města Vysoké nad Jizerou.
- 1921 – V Hradci Králové byla v odpoledním maximu naměřena teplota vzduchu 40,0°C, což byla až do 27.7.1983, kdy byla v Praze – Uhříněvsi (40,2°C) a Plzni – Bolevci (40,1°C) překonána, nejvyšší absolutní teplota vzduchu změřená na území dnešního Česka.
- 1989 – Havlíčkova mládež uspořádala pochod z Havlíčkova Brodu do Havlíčkovy Borové.

### Svět
- 1836 – V Paříži byl otevřen Vítězný oblouk.
- 1851 – Italský astronom Annibale de Gasparis objevil planetku Eunomia.
- 1899 – V Nizozemsku byla podepsána první Haagská úmluva, která upravovala způsob vedení válečného konfliktu.
- 1900 – Anarchista Gaetano Bresci zavraždil v Monze italského krále Umberta I.
- 1921 – Adolf Hitler byl zvolen předsedou Nationalsozialistische Deutsche Arbeiterpartei.
- 1948 – V Londýně byly zahájeny XIV. Letní olympijské hry.
- 1957 – Byla založena Mezinárodní agentura pro atomovou energii.
- 1958 – Byla založena NASA.
- 1981 – Svatba Diany Frances Spencerové a prince Charlese.
- 1987 – Britská premiérka Margaret Thatcherová a francouzský prezident François Mitterrand podepsali smlouvu o vybudování tunelu pod Lamanšským průlivem.
- 2000 – Svatba Jennifer Anistonové a Brada Pitta.
- 2005 – Astronomové objevili v Kuiperovu pásu trpasličí planetu Eris. Vzhledem k velikosti ji objevitelé označili za 10. planetu sluneční soustavy.
- 2011 – Premiéra filmu Šmoulové 3D v USA.
- 2015 – Firma Microsoft vydala operační systém Windows 10 pro běžné uživatele (pro Windows 7 a 8.1 poprvé zdarma).

## Narození
Viz též Kategorie:Narození 29. července — automatický abecedně řazený seznam.

### Česko

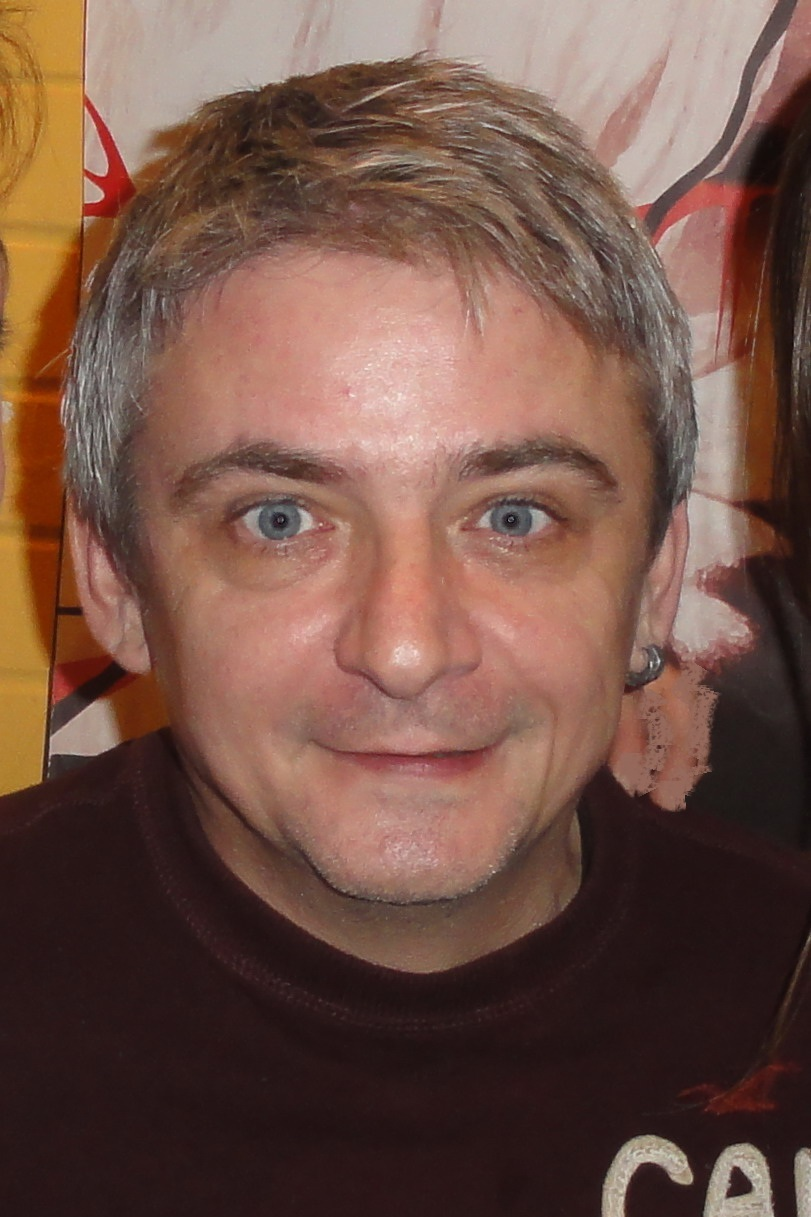
Michal Suchánek (* 1965)

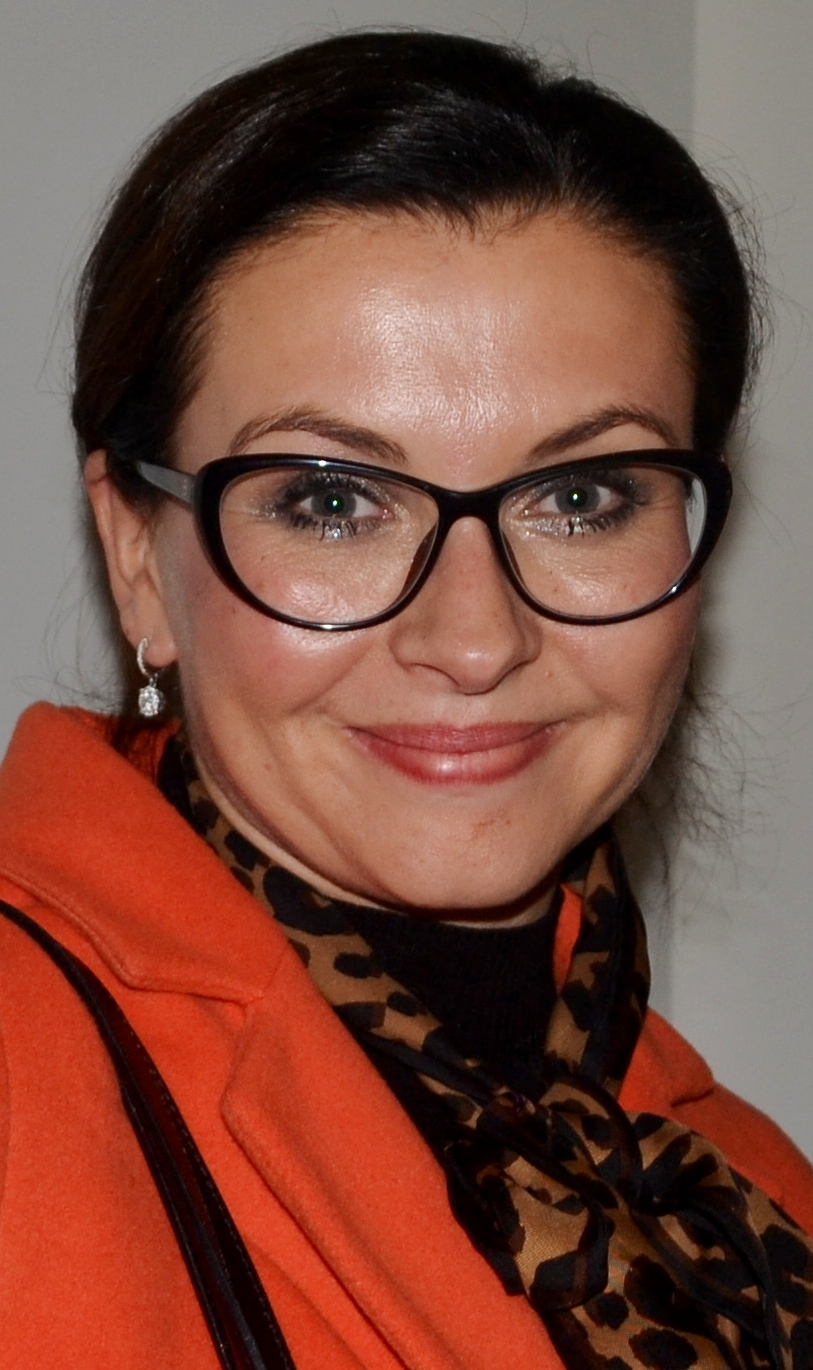
Dana Morávková (* 1971)

- 1873 – Gustav Mazanec, československý politik († 25. prosince 1938)
- 1874 – Noemi Jirečková, klavíristka († 13. února 1963)
- 1885 – Emil Artur Longen, dramatik, režisér, herec, scenárista, spisovatel a malíř († 24. dubna 1936)
- 1891 – Jaromír Pečírka, historik umění († 22. srpna 1966)
- 1899 – Jiří Plachý starší, herec († 2. prosince 1952)
- 1904 – Ivan Pietor, právník, politik, ministr († 6. června 1977)
- 1921 – Jiří Hejna, akademický malíř, ilustrátor a grafik († 2. března 2011)
- 1923
  - Luděk Eliáš, herec, režisér, divadelní ředitel, scenárista († 10. července 2018)
  - Miroslav Fára, plastický chirurg († 4. ledna 2013)
- 1930 – Karel Hieke, dendrolog a zahradník († 9. května 2011)
- 1931 – Radko Pavlovec, konstruktér, vynálezce, účastník 2. a 3.odboje († 12. května 2003)
- 1942 – Jaroslav Štrait, historik a politik
- 1944 – Miloš Havelka, filosof a sociolog
- 1945
  - Josef Jonáš, lékař působící v oblasti alternativní medicíny
  - Ivan Rajmont, režisér a divadelní pedagog
- 1946 – Saskia Burešová, rozhlasová a televizní moderátorka
- 1947 – Miroslav Vojtěchovský, fotograf
- 1949 – Pavel Pelc, baskytarista a zpěvák
- 1951 – Jan Koukal, primátor hlavního města Prahy, diplomat
- 1955 – Eva Nováková, politička († 4. ledna 2007)
- 1956 – Václav Kotěšovec, programátor, matematik OEIS a tvůrce šachových úloh
- 1960 – Jindřich Panský, stolní tenista
- 1964 – Soňa Zejdová, baletní sólistka († 19. ledna 2010)
- 1965 – Michal Suchánek, herec a moderátor
- 1971 – Dana Morávková, herečka
- 1990 – Jan Rutta, lední hokejista

### Svět

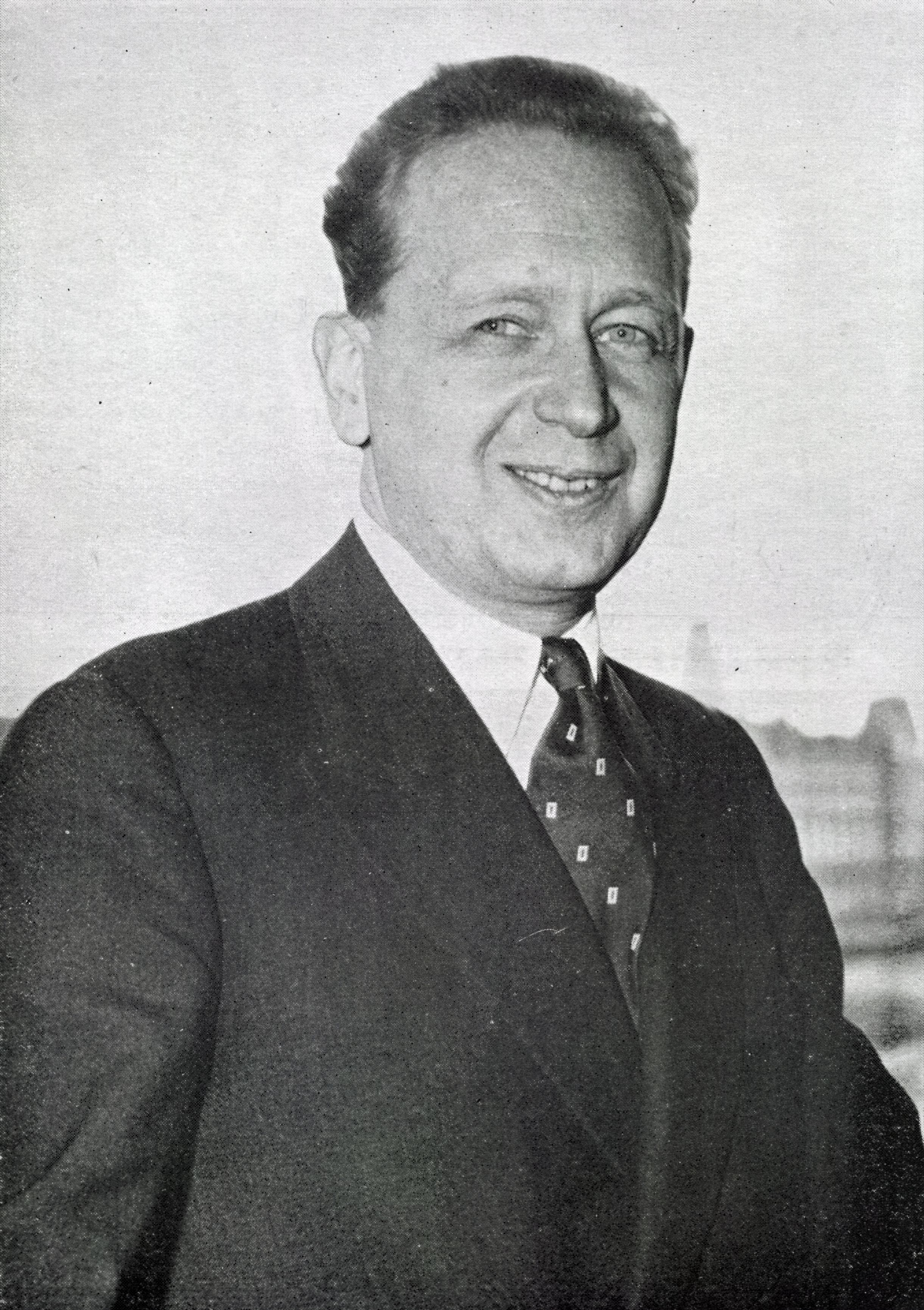
Dag Hammarskjöld (* 1905)

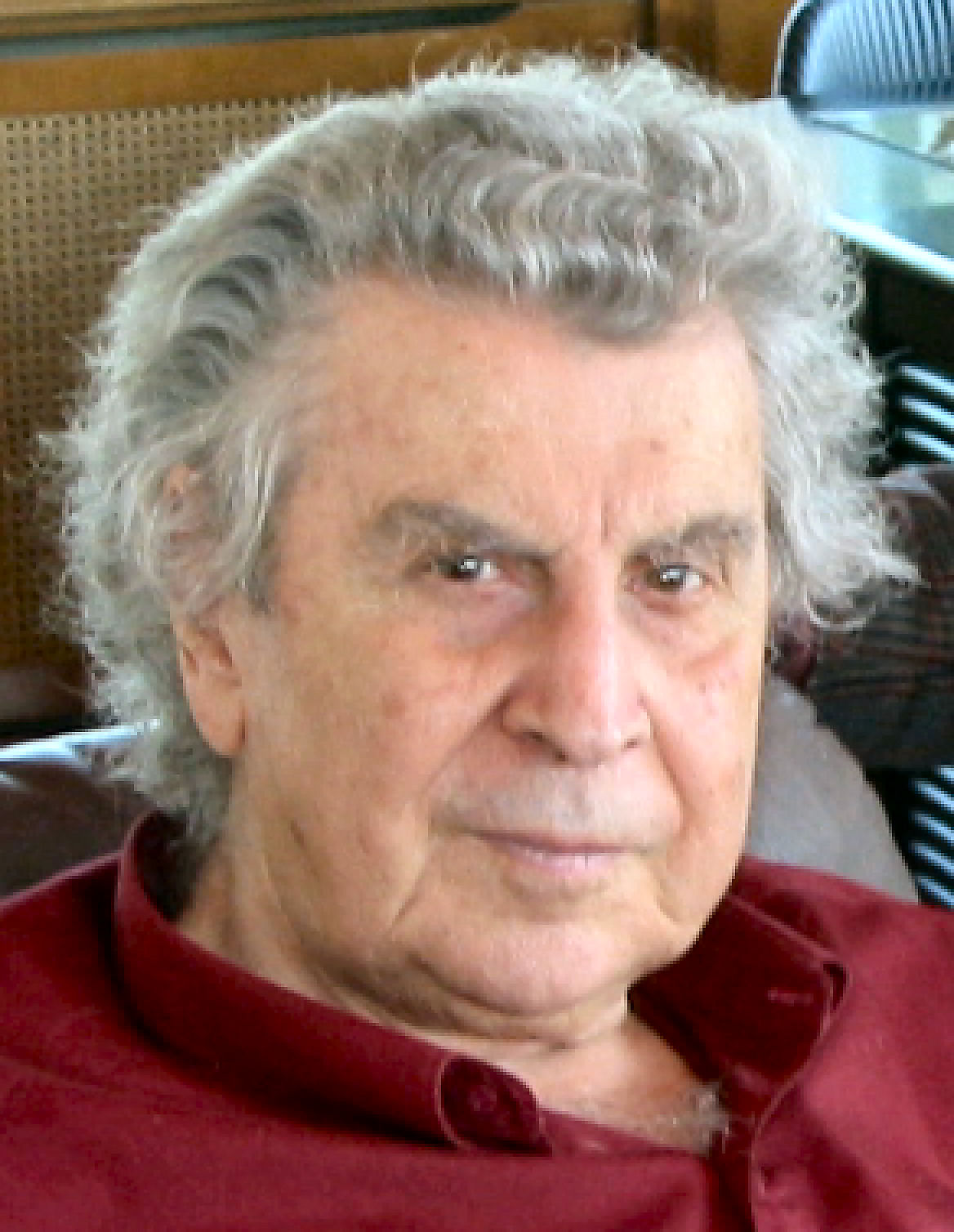
Mikis Theodorakis (* 1925)

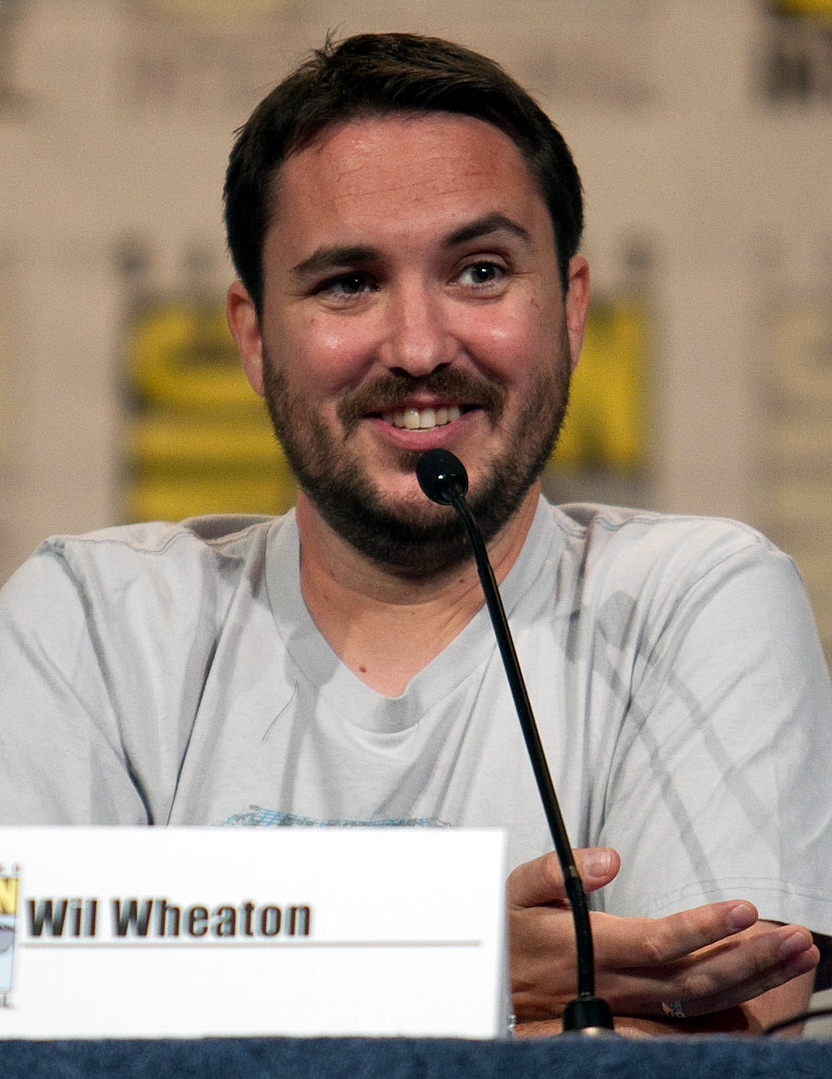
Wil Wheaton (* 1972)

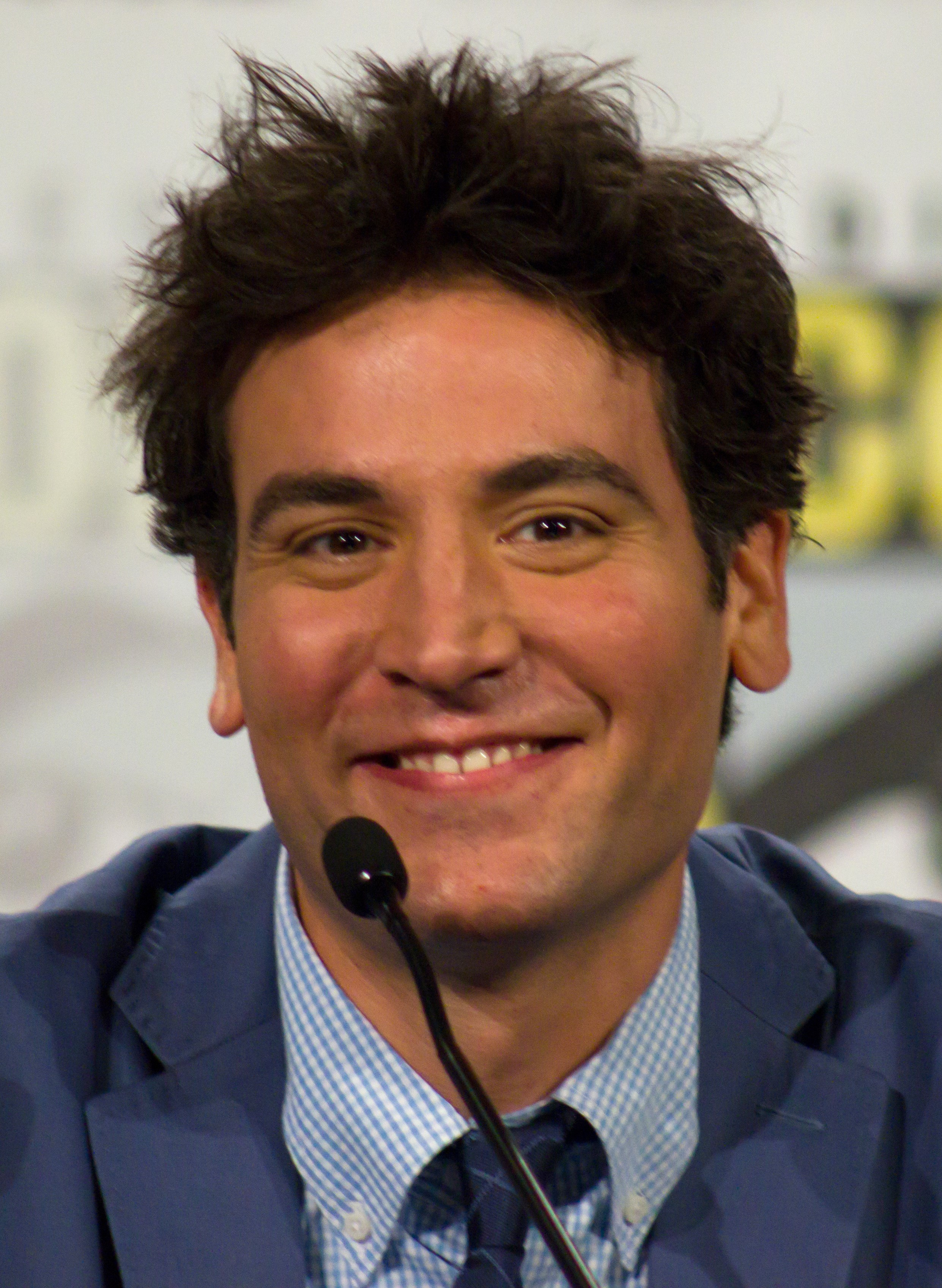
Josh Radnor (* 1974)

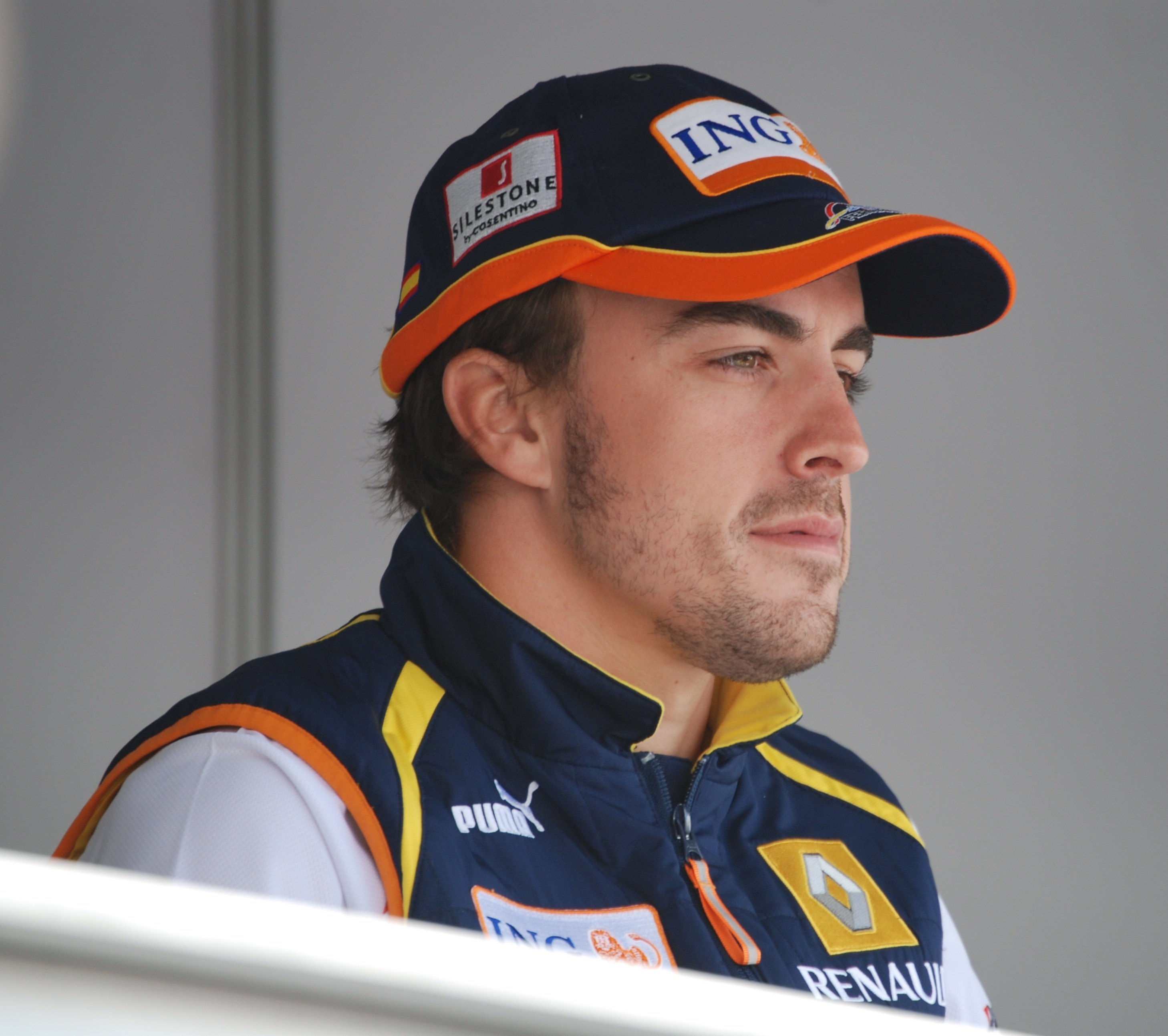
Fernando Alonso (* 1981)

- 1166 – Jindřich II. ze Champagne, hrabě ze Champagne, účastník křížové výpravy do Svaté země a následně nekorunovaný král Jeruzaléma († 1197)
- 1605 – Simon Dach, německý barokní básník a spisovatel († 15. dubna 1659)
- 1765 – Jean-Baptiste Drouet d'Erlon, francouzský generál († 25. ledna 1844)
- 1787 – Leopold II. Sedlnický, slezský šlechtic, vratislavský biskup († 25. března 1871)
- 1793 – Jan Kollár, český a slovenský básník, jazykovědec a historik slovenského původu († 1852)
- 1805 – Alexis de Tocqueville, francouzský myslitel († 16. dubna 1859)
- 1817
  - Wilhelm Griesinger, německý psychiatr († 26. října 1868)
  - Ivan Ajvazovskij, ruský malíř († 1900)
- 1818 – Karel Ferdinand Habsburský, rakouský arcivévoda († 20. listopadu 1874)
- 1819 – Theodor Brorsen, dánský astronom († 31. března 1895)
- 1820 – Léon Fairmaire, francouzský entomolog († 1. dubna 1906)
- 1840 – Leon Rosenzweig, rakouský spisovatel, bankéř a politik († 10. dubnau 1914)
- 1841 – Henri Fayol, francouzský ekonom († 19. listopadu 1925)
- 1846 – Isabela Brazilská, brazilská císařská princezna († 14. listopadu 1921)
- 1849 – Max Nordau, maďarský sionistický vůdce, lékař a spisovatel († 23. ledna 1923)
- 1865 – Andrej Šeptyckyj, hlava ukrajinské řeckokatolické církve († 1. listopadu 1944)
- 1878 – Patrick McDonald, americký olympijský vítěz ve vrhu koulí († 15. května 1954)
- 1880 – Georgij Tumanov, ruský plukovník, účastník únorové revoluce († 1917)
- 1883 – Benito Mussolini, italský fašistický diktátor († 28. dubna 1945)
- 1884 – Boris Vladimirovič Asafjev, ruský muzikolog, hudební skladatel a pedagog († 27. ledna 1949)
- 1885 – Theda Bara, americká herečka († 5. dubna 1955)
- 1886 – Georg Stumme, generál Wehrmachtu za druhé světové války († 24. října 1942)
- 1887 – Sigmund Romberg, americký skladatel maďarského původu († 9. listopadu 1951)
- 1889 – Ernst Reuter, starosta Západního Berlína v letech studené války († 29. září 1953)
- 1898 – Isidor Isaac Rabi, americký fyzik, Nobelova cena za fyziku 1944 († 11. ledna 1988)
- 1900 – Eyvind Johnson, švédsky spisovatel, nositel Nobelovy ceny († 25. srpna 1976)
- 1904 – Mahási Sayadaw, buddhistický meditační mistr školy théraváda († 14. srpna 1982)
- 1905 – Dag Hammarskjöld, švédský politik, diplomat, generální tajemník OSN († 18. září 1961)
- 1911 – Ján Cikker, slovenský hudební skladatel († 21. prosince 1989)
- 1915 – Horst Grund, německý fotograf a kameraman († 8. května 2001)
- 1916 – Charlie Christian, americký kytarista († 2. března 1942)
- 1913 – Erich Priebke, německý válečný zločinec († 11. října 2013)
- 1920 – Alvin W. Gouldner, americký sociolog († 15. prosince 1980)
- 1921
  - Chris Marker, francouzský spisovatel, fotograf, režisér († 29. července 2012)
  - Juraj Martvoň, slovenský operní pěvec-barytonista († 16. října 1991)
- 1922
  - Sven Tito Achen, dánský spisovatel a heraldik († 14. listopadu 1986)
  - Erich Hartmann, americký fotograf († 4. února 1999)
- 1923 – Jim Marshall, výrobce hudebních zesilovačů († 5. dubna 2012)
- 1925 – Mikis Theodorakis, řecký hudební skladatel († 2. září 2021)
- 1927 – Harry Mulisch, nizozemský spisovatel a esejista († 30. října 2010)
- 1930 – Georgi Konstantinovski, makedonský architekt
- 1934 – Albert Speer mladší, německý architekt († 15. září 2017)
- 1935
  - Charles Harbutt, americký novinářský fotograf († 30. června 2015)
  - Peter Schreier, německý operní pěvec (tenorista) a dirigent († 25. prosince 2019)
  - Pietro Spada, italský klavírista a muzikolog († 31. prosince 2022)
- 1937
  - Rjútaró Hašimoto, premiér Japonska († 1. července 2006)
  - Daniel McFadden, americký ekonom, nositel Nobelovy ceny za ekonomii 2000
- 1939 – Amarildo, brazilský fotbalový útočník
- 1941 – David Warner, anglický herec († 24. července 2022)
- 1945 – Joe Beck, americký jazzový kytarista († 22. července 2008)
- 1948
  - Me'ir Šalev, izraelský spisovatel
  - Bryn Haworth, anglický kytarista a zpěvák
- 1950
  - Jenny Holzerová, americká výtvarná umělkyně
  - Maricica Puicăová, rumunská olympijská vítězka v běhu na 3000 m
  - Michael Szameit, německý (NDR) spisovatel († 30. května 2014)
- 1951 – Susan Blackmore, anglická spisovatelka
- 1953
  - Geddy Lee, kanadský hudebník (Rush)
  - Patti Scialfa, americká zpěvačka
- 1955 – Jean-Hugues Anglade, francouzský herec, režisér a scenárista
- 1956 – Georg Satzinger, německý kunsthistorik
- 1959 – John Sykes, britský hudebník (Thin Lizzy) († 20. ledna 2025)
- 1972 – Wil Wheaton, americký herec
- 1973 – Stephen Dorff, americký herec
- 1974 – Josh Radnor, americký herec a režisér
- 1977 – Danger Mouse, americký hudebník a producent
- 1978 – Markus Hoppe, německý sportovní lezec
- 1980 – Fernando González, chilský tenista
- 1981 – Fernando Alonso, španělský automobilový závodník F1
- 1983 – Jacques Burger, namibijský ragbista
- 1989 – Jay Rodriguez, anglický fotbalista španělského původu
- 1992
  - Djibril Sidibé, francouzský fotbalista
  - Jessy Trémoulièreová, francouzská ragbistka
- 1997 – Anže Peharc, slovinský sportovní lezec

## Úmrtí
Viz též Kategorie:Úmrtí 29. července — automatický abecedně řazený seznam.

### Česko

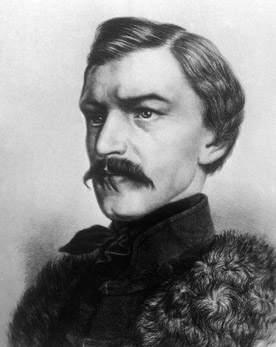
Karel Havlíček Borovský († 1856)

- 1849 – František Alexandr Heber, pražský kupec a amatérský historik (* 19. července 1815)
- 1856 – Karel Havlíček Borovský, novinář a básník (* 31. října 1821)
- 1875 – Vilém Ignác Petters, lékař (* 6. července 1826)
- 1881 – Hieronymus Mannsfeld, šlechtic a politik (* 20. července 1842)
- 1892 – Otomar Pravoslav Novák, paleontolog (* 16. listopadu 1851)
- 1929 – Karel Zdeněk Líman, architekt (* 3. března 1855)
- 1932 – Franz Reitterer, nakladatel a poslanec Českého zemského sněmu (* 21. září 1868)
- 1946 – Bohuslav Tvrdý, dirigent a hudební skladatel (* 6. dubna 1897)
- 1966 – František Schäfer, klavírista hudební skladatel a pedagog (* 3. dubna 1905)
- 1969 – Karel Karas, malíř (* 28. května 1892)
- 1978 – Miroslav Hák, fotograf (* 9. května 1911)
- 1980 – Jan Tausinger, dirigent a hudební skladatel (* 1. listopadu 1921)
- 1982 – Karel Štěch, malíř (* 31. října 1908)
- 1985
  - Petr Sepeši, zpěvák (* 23. dubna 1960)
  - Vlastimil Hála, trumpetista a hudební skladatel (* 7. července 1924)
- 2014 – Zdeněk Klanica, archeolog (* 28. listopadu 1938)
- 2015 – Sylva Turbová, herečka (* 30. září 1947)
- 2019 – Zdeněk Srstka, vzpěrač a zápasník, olympionik, herec, kaskadér a moderátor (* 26. září 1935)
- 2021 – Vladimír Marek, herec (* 6. srpna 1951)

### Svět

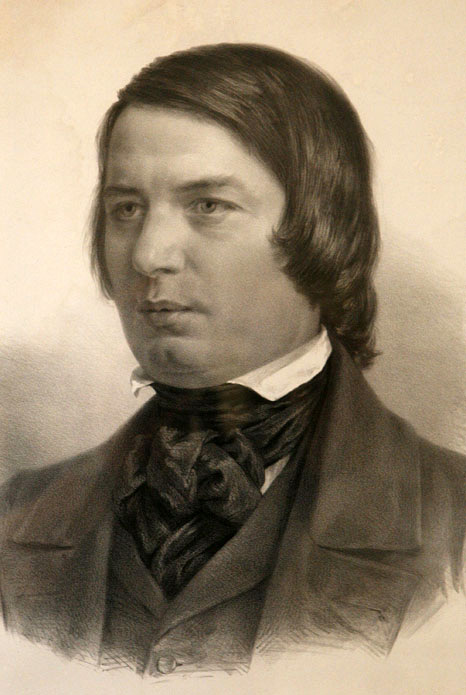
Robert Schumann († 1856)

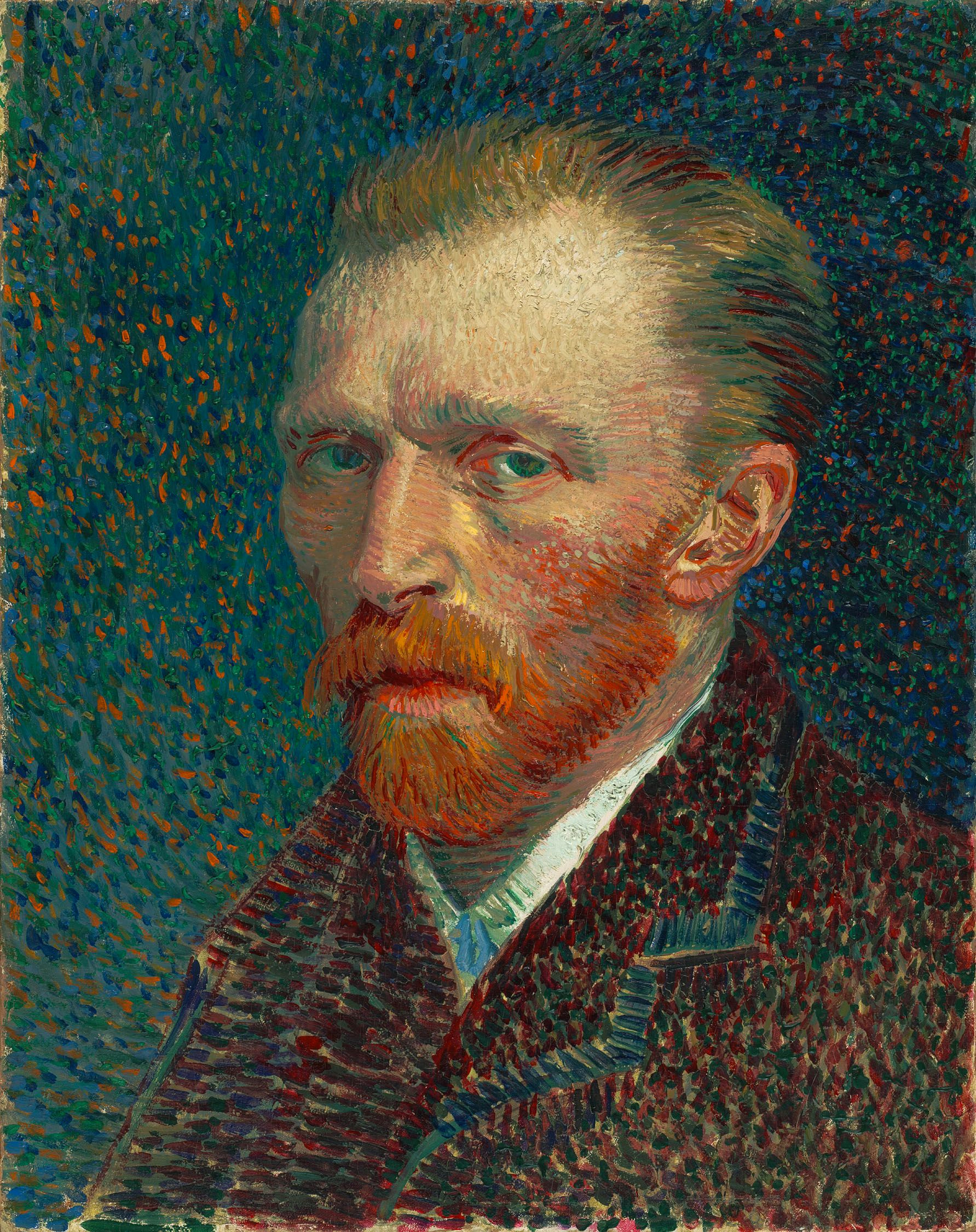
Vincent van Gogh († 1890)

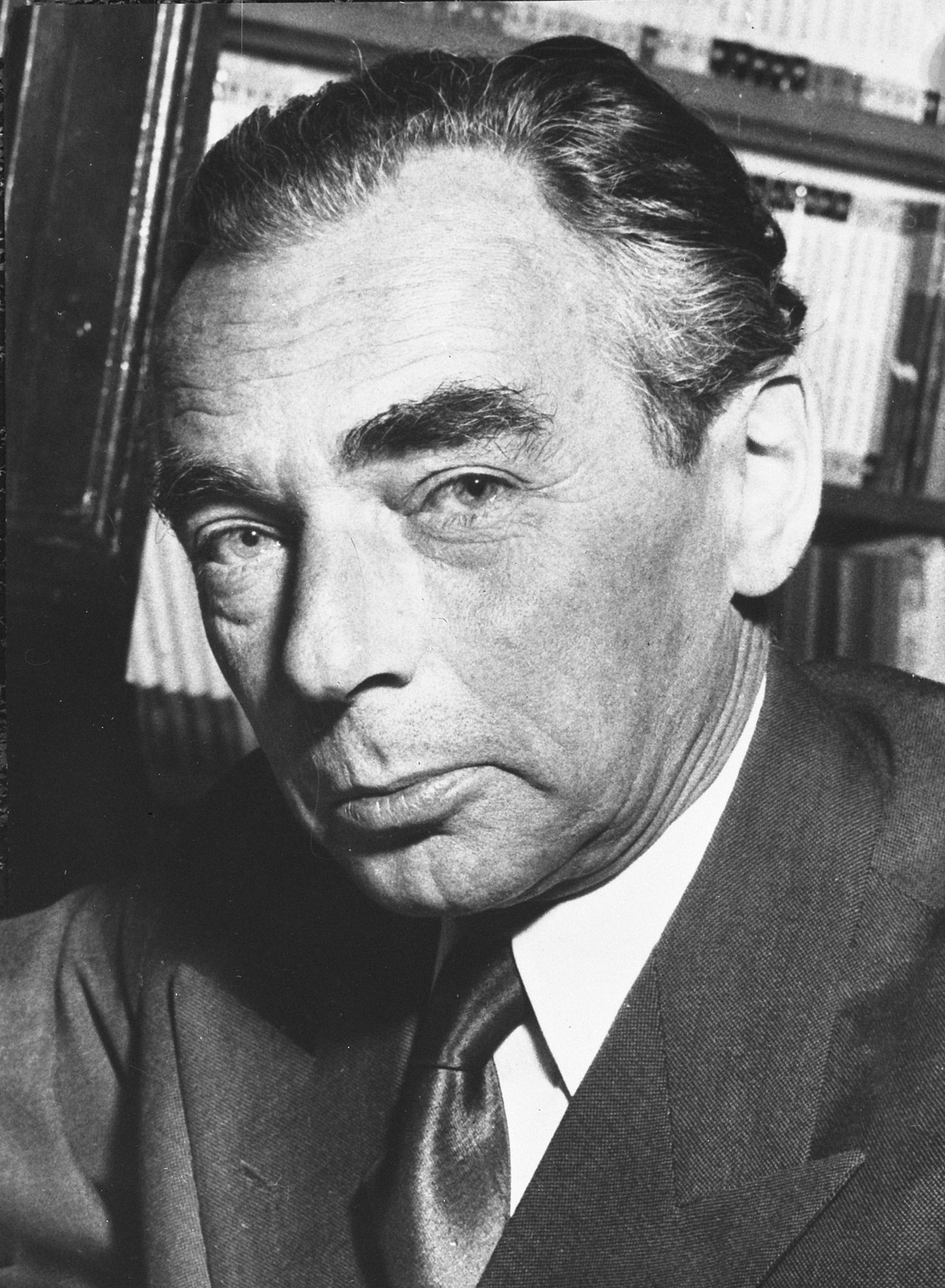
Erich Kästner († 1974)

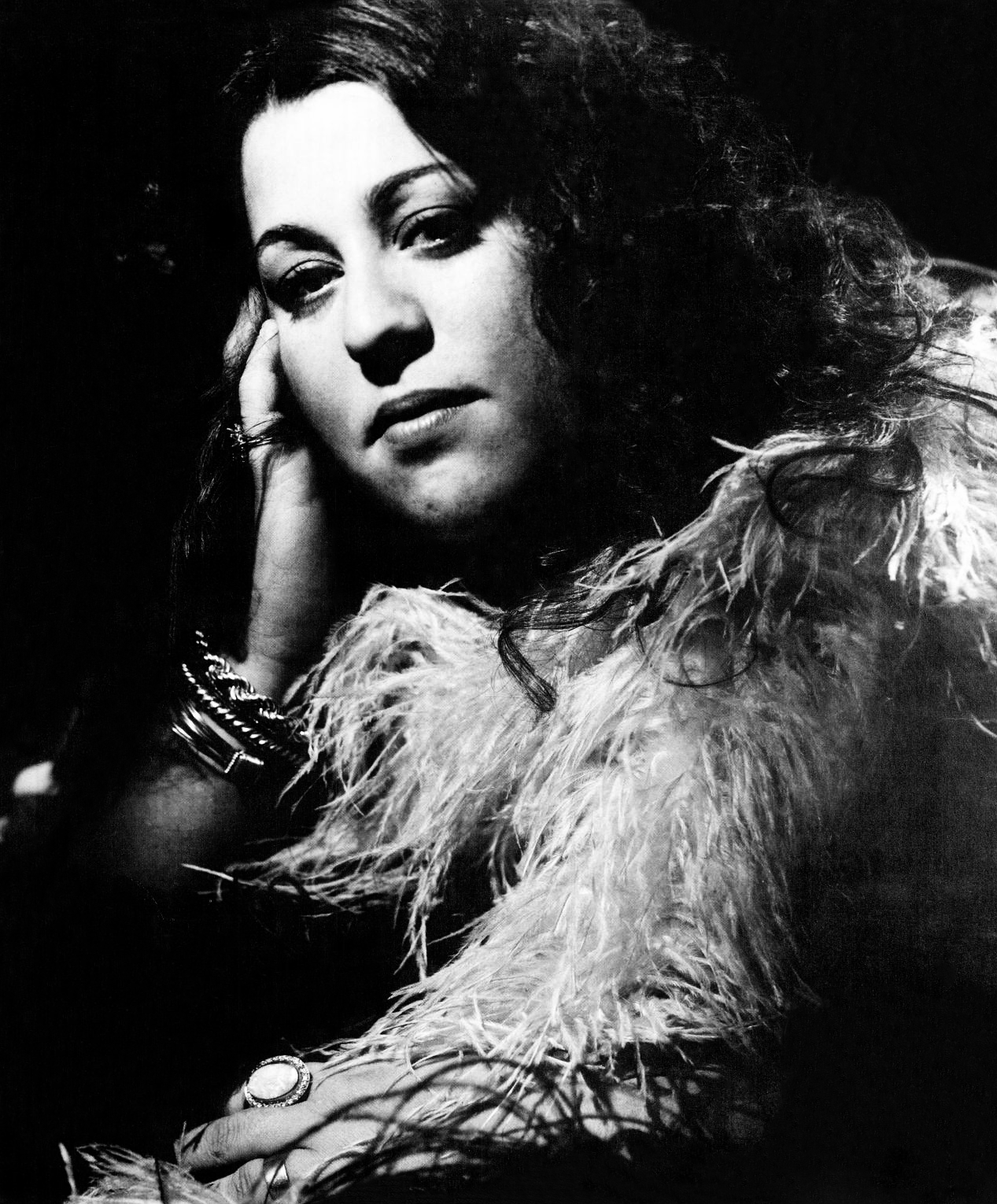
Cass Elliot († 1974)

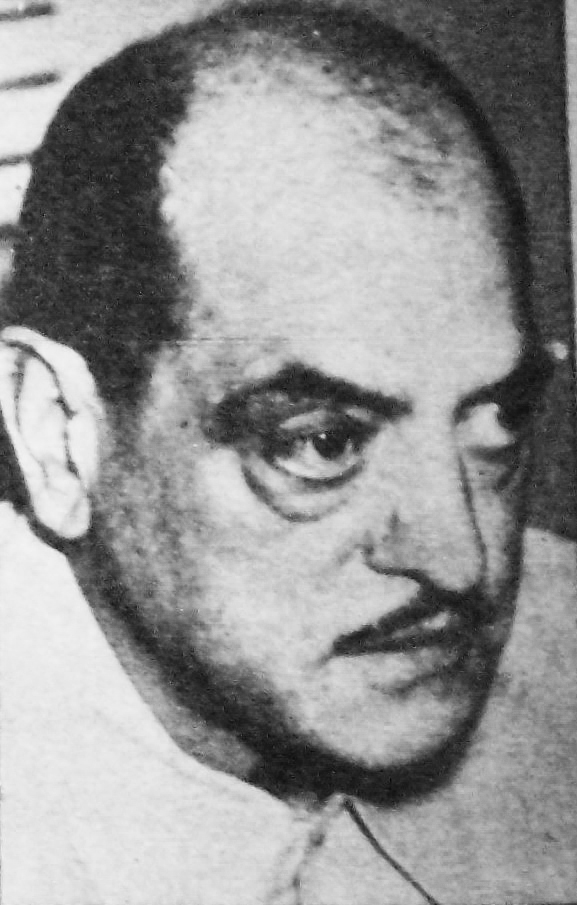
Luis Buñuel († 1983)

- 1030 – Olaf II. Svatý, norský král a svatý (* 995)
- 1095 – Svatý Ladislav, uherský král (* 1040)
- 1099 – Urban II., papež (* 1042)
- 1108 – Filip I. Francouzský, francouzský král (* 1052)
- 1233 – Ferdinand Portugalský, flanderský hrabě (* 24. března 1188)
- 1236 – Ingeborg Dánská, francouzská královna (* 1176)
- 1483 – Eduard V., anglický král (* 2. října 1470)
- 1504 – Tomáš Stanley, hrabě z Derby, anglický šlechtic a nevlastní otec krále Jindřicha VII. (* 1435)
- 1507 – Martin Behaim, německý navigátor a kartograf (* 6. října 1459)
- 1600 – Adolf ze Schwarzenbergu, císařský polní maršálek (* 1551)
- 1616 – Tchang Sien-cu, čínský dramatik (* 24. září 1550)
- 1644 – Urban VIII., papež (* 1568)
- 1661 – Valerian Magni, diplomat, blízký spolupracovník pražského arcibiskupa Arnošta Harracha (* 15. října 1586)
- 1694 – Safí II., perský šáh (* 1647)
- 1735 – Žofie Luisa Meklenbursko-Schwerinská, pruská královna (* 6. května 1685)
- 1811 – William Cavendish, 5. vévoda z Devonshiru, britský šlechtic a politik (* 14. prosince 1748)
- 1813 – Andoche Junot, francouzský generál (* 23. října 1771)
- 1833 – William Wilberforce, britský politik a filantrop (* 24. srpna 1759)
- 1844 – Franz Xaver Wolfgang Mozart, rakouský skladatel, syn W. A. Mozarta (* 26. července 1791)
- 1856 – Robert Schumann, německý hudební skladatel (* 1810)
- 1862 – Münire Sultan, osmanská princezna, dcera sultána Abdülmecida I. (* 9. prosince 1844)
- 1890 – Vincent van Gogh, nizozemský malíř a kreslíř (* 1853)
- 1894 – Richard Buchta, rakouský cestovatel (* 19. ledna 1845)
- 1895
  - Floriano Peixoto, druhý prezident Brazilské republiky (* 30. dubna 1839)
  - Thomas Henry Huxley, anglický biolog (* 1825)
- 1898 – John Alexander Reina Newlands, anglický analytický chemik (* 26. listopadu 1837)
- 1900
  - Sigbjørn Obstfelder, norský básník a spisovatel (* 1866)
  - Umberto I., italský král (* 1844)
- 1913 – Tobias Michael Carel Asser, nizozemský právník, nositel Nobelovy ceny míru (* 28. dubna 1838)
- 1918 – Ibrahim Hakki Paša, osmanský velkovezír (* 1862)
- 1919 – Mark Natanson, ruský revolucionář (* 25. prosince 1850)
- 1932 – Michael Kast von Ebelsberg, ministr zemědělství Předlitavska (* 15. října 1859)
- 1936
  - Joaquín Vilanova Camallonga, španělský kněz, mučedník a blahoslavený katolické církve (* 6. října 1888)
  - Manuel Serrano Buj, španělský římskokatolický kněz, řeholník Řádu karmelitánů a mučedník a blahoslavený katolické církve (* 21. prosince 1912)
- 1938
  - Jan Berzin, šéf sovětské vojenské rozvědky (* 25. listopadu 1889)
  - Pavel Dybenko, sovětský voják a politik (* 28. února 1889)
- 1942 – Wojciech Kossak, polský malíř (* 31. prosince 1857)
- 1950 – Joe Fry, britský automobilový závodník (* 1915)
- 1956 – Ludwig Klages, německý filosof, psycholog, grafolog (* 10. prosince 1872)
- 1962 – Ronald Fisher, anglický statistik, evoluční biolog, eugenik a genetik (* 17. února 1890)
- 1965 – Robert King, americký olympijský vítěz ve skoku do výšky (* 20. června 1906)
- 1966 – Edward Gordon Craig, anglický divadelní teoretik, herec, režisér (* 16. ledna 1872)
- 1973 – Henri Charrière, francouzský spisovatel (* 1906)
- 1974
  - Cass Elliot, americká zpěvačka (* 19. září 1941)
  - Erich Kästner, německý novinář a spisovatel (* 23. února 1899)
- 1976 – Mickey Cohen, americký gangster (* 4. září 1913)
- 1977 – Ján Stanislav, slovenský jazykovědec (* 12. prosince 1904)
- 1978 – Peter Meaden, první manažer skupiny The Who (* 11. listopadu 1941)
- 1979 – Herbert Marcuse, německo-americký filosof a sociolog (* 1898)
- 1980 – Filipp Ivanovič Golikov, maršál Sovětského svazu (* 29. července 1900)
- 1983
  - Burrill Bernard Crohn, americký lékař (* 13. června 1884)
  - Luis Buñuel, španělský filmový režisér (* 1900)
  - David Niven, britský herec a voják (* 1. března 1910)
- 1986 – Dan Pagis, izraelský básník (* 16. října 1930)
- 1990 – Bruno Kreisky, rakouský právník, politik a spolkový kancléř (* 1911)
- 1994
  - Grigol Abašidze, gruzínský spisovatel (* 19. července 1914)
  - Dorothy Crowfoot Hodgkin, anglická biochemička, nositelka Nobelovy ceny (* 12. května 1910)
- 2001 – Edward Gierek, polský politik (* 6. ledna 1913)
- 2003 – Luther Henderson, americký hudební skladatel a klavírista (* 14. března 1919)
- 2007
  - Michel Serrault, francouzský herec (* 24. ledna 1928)
  - Art Davis, americký kontrabasista (* 5. prosince 1934)
- 2008 – Bruce Edwards Ivins, americký mikrobiolog (* 22. dubna 1946)
- 2009 – Dina Gottliebová, americká výtvarnice českého původu (* 1923)
- 2010 – Robert C. Tucker, americký politolog, historik a diplomat (* 29. května 1918)
- 2012 – Chris Marker, francouzský spisovatel, fotograf, režisér (* 29. července 1921)
- 2014
  - Giorgio Gaslini, italský klavírista a hudební skladatel (* 22. října 1929)
  - Idris Muhammad, americký jazzový bubeník (* 13. listopadu 1939)
- 2015 – Buddy Emmons, americký kytarista (* 27. ledna 1937)
- 2019 – Egil Danielsen, norský olympijský vítěz v hodu oštěpem (* 9. listopadu 1933)
- 2025
  - Paul Day, britský heavy metalový zpěvák, spoluzakladatel skupiny Iron Maiden (* 19. dubna 1956)
  - Meghnad Jagdishchandra Desai, britsko-indický ekonom a politik (* 10. července 1940)

## Svátky

### Česko
- Marta
- Beatricie
- Olaf
- Serafína

### Svět
- Beatrice
- Mezinárodní den tygrů

| 29. červenec v pražském KlementinuÚdaje jsou platné k 8. 7. 2025. | 29. červenec v pražském KlementinuÚdaje jsou platné k 8. 7. 2025. | 29. červenec v pražském KlementinuÚdaje jsou platné k 8. 7. 2025. |
| minimum                                                           | denní průměr                                                      | maximum                                                           |
| ----------------------------------------------------------------- | ----------------------------------------------------------------- | ----------------------------------------------------------------- |
| 9,3 °C (1881)                                                     | 20,6 °C (od 1961)                                                 | 36,4 °C (2005)                                                    |